# Stare Gaje
Stare Gaje ist ein kleiner Ort in der polnischen Woiwodschaft Ermland-Masuren und gehört zur Gmina Olsztynek (Stadt- und Landgemeinde Hohenstein i. Ostpr.) im Powiat Olsztyński (Kreis Allenstein).
Stare Gaje liegt im Südwesten der Woiwodschaft Ermland-Masuren. Bis zur Kreisstadt Olsztyn (deutsch Allenstein) sind es 26 Kilometer in nordöstlicher Richtung.
Über die Entstehung und Geschichte des Weilers (polnisch Osada) gibt es keine Belege. So dürfte der Ort auch erst nach 1945 gegründet sein und keine frühere deutsche Namensform haben. Wörtlich übersetzt heißt Stare Gaje „alter Hain“, woraus sich erkennbar eine Beziehung zu dem Umbenennungsnamen „Neuhain“ ergibt, die der Nachbarort Gay am Wittigwalde (polnisch Gaj) von 1932 bis 1945 trug.
Gerade einmal fünf Einwohner zählte Stare Gaje am 26. Oktober 2020. Die Siedlung ist eingegliedert in das Schulzenamt (polnisch Sołectwo) Gaj und somit in die Stadt- und Landgemeinde Olsztynek (Hohenstein i. Ostpr.) im Powiat Olsztyński (Kreis Allenstein) integriert.
Kirchlich gehört Stare Gaje zur evangelischen Kirchengemeinde Olsztynek, einer Filialgemeinde von Olsztyn in der Diözese Masuren der Evangelisch-Augsburgischen Kirche in Polen, außerdem zur römisch-katholischen Kirche in Wigwałd (Wittigwalde) im Erzbistum Ermland.
Nach Stare Gaje führt von Gaj aus eine Landwegverbindung. Eine Bahnanbindung besteht nicht.